# Lista de pinturas de François Auguste-Biard
Está é uma lista de pinturas de François-Auguste Biard. Biard foi um pintor naturalista francês, desenhista, gravador, caricaturista e decorador, nascido na cidade de Lyon, França em 29 de junho de 1798, e falecido em Fontainebleau, França em 20 de junho de 1882. 
Biard passou a dar aulas de desenho para a Marinha, em 1827, após ter finalizado seus estudos na Escola de Belas Artes de Lyon. O que o possibilitou entrar em contato com muitas culturas por meio de viagens, que acabou lhe despertando interesse e o fez refletir nas representações artísticas de suas impressões.
Veio ao Brasil em 1858, e permaneceu por um ano. Viajou ao norte do país, aonde explorou as margens dos rios Amazonas, Negro e Madeira. Em 1859, no Rio de Janeiro, fez retratos de membros da corte portuguesa, no ateliê do Paço Imperial, que o imperador dom Pedro ll colocou a sua disposição. Foi nomeado professor honorário da Academia Imperial de Belas Artes - Aiba. Quando volta a França, publica em 1862 o livro Deux Années au Brèsil (Dois Anos no Brasil).

## Lista de pinturas
| Imagem | Título | Ano de criação | Material utilizado         | Coleção                                                                       | Versão audivel |
| ------ | --- | -------------- | -------------------------- | ----------------------------------------------------------------------------- | -------------- |
|        | Proclamation of the Abolition of Slavery in the French Colonies, 27 April 1848                            | 1848           | tinta a óleo tela          | Museu de História da França                                                   |                |
|        | Magdalena Bay                                                                                             | 1841           | tinta a óleo tela          | Departamento de Pinturas do Louvre                                            |                |
|        | Greenlanders Hunting Walruses in the Arctic Sea                                                           | 1841           | tela                       | Museum of Dieppe                                                              |                |
|        | The Duke of Orleans riding down the great rapid of Eijanpaikka at the Muonio River (Lapland), August 1795 | 1840           | tinta a óleo tela          | Departamento de Pinturas do Louvre Museu de História da França                |                |
|        | Luta com ursos polares                                                                                    | 1839           | tela tinta a óleo          | Nordnorsk Kunstmuseum                                                         |                |
|        | The Minister Laestadius teaching Laplanders                                                               | 1840           | tela tinta a óleo          | Nordnorsk Kunstmuseum                                                         |                |
|        | Índios da Amazônia adorando o Deus-Sol                                                                    | 1860           | tela tinta a óleo          | Brasiliana Iconográfica Q59247460 Acervo da Fundação Estudar                  |                |
|        | Retrato de mulher                                                                                         | século XIX     | tela tinta a óleo          | Museu Nacional de Belas Artes                                                 |                |
|        | The Duke of Orleans Received in a Lapp Camp, August 1795                                                  | 1840 1841      | tinta a óleo tela          | Departamento de Pinturas do Louvre Museu de História da França                |                |
|        | O comércio de escravos                                                                                    | década de 1830 | tela                       | Wilberforce House                                                             |                |
|        | No harém                                                                                                  | século XIX     | tela tinta a óleo          |                                                                               |                |
|        | No Jardim                                                                                                 | século XIX     | tela tinta a óleo          |                                                                               |                |
|        | Baía do Rio de Janeiro                                                                                    | século XIX     | tela tinta a óleo          |                                                                               |                |
|        | The Dressmaker                                                                                            | século XIX     | tela tinta a óleo          |                                                                               |                |
|        | At The Post Office                                                                                        | século XIX     | tela tinta a óleo          |                                                                               |                |
|        | The Boaters' Bath                                                                                         | século XIX     | tela tinta a óleo          |                                                                               |                |
|        | O Sermão                                                                                                  | século XIX     | tela tinta a óleo          | No/unknown value                                                              |                |
|        | Piquenique ao ar livre                                                                                    | século XIX     | tela tinta a óleo          | No/unknown value                                                              |                |
|        | On the Deck During a Sea Battle                                                                           | 1855           | tela tinta a óleo          | Central Naval Museum                                                          |                |
|        | Triomphe d'un Ténor dans une Matinée Musicale                                                             | século XIX     | tela tinta a óleo          |                                                                               |                |
|        | Vista do Brasil, o grande leito do rio Amazonas                                                           | século XIX     | tela tinta a óleo          |                                                                               |                |
|        | A Laplander                                                                                               | século XIX     | tinta a óleo papel madeira | No/unknown value                                                              |                |
|        | Laplander Asleep by a Fire                                                                                | século XIX     | tela tinta a óleo papel    | No/unknown value                                                              |                |
|        | Costa Nova Zembla                                                                                         | 1841           | tela tinta a óleo          | No/unknown value                                                              |                |
|        | Lapplander in Snow                                                                                        | século XIX     | tela papel                 |                                                                               |                |
|        | The Passage of the Line                                                                                   | século XIX     | tela tinta a óleo          |                                                                               |                |
|        | Odalisque Fanned by her Slaves                                                                            | século XIX     | tela tinta a óleo          |                                                                               |                |
|        | On a mountain hut                                                                                         | século XIX     | tela tinta a óleo          |                                                                               |                |
|        | Dois índios em uma canoa                                                                                  | 1860           | tela tinta a óleo          | Museu do Quai Branly                                                          |                |
|        | A Lapplander                                                                                              | século XIX     | tela tinta a óleo          |                                                                               |                |
|        | O salão do conde de Nieuwerkerke                                                                          | 1855           | tinta a óleo tela          | Castelo de Compiègne                                                          |                |
|        | Strolling Players                                                                                         | 1838           | tinta a óleo tela          | Museu Hermitage                                                               |                |
|        | Four o'clook, at the Salon                                                                                | 1847           | tinta a óleo tela          | Departamento de Pinturas do Louvre                                            |                |
|        | Santon prêchant des Bédouins                                                                              | 1834           | tinta a óleo tela          | Departamento de Pinturas do Louvre                                            |                |
|        | Retrato de Joaquim Bonifácio do Amaral (Visconde de Indaiatuba)                                           | década de 1880 | tinta a óleo tela          | Coleção Fundo Museu Paulista Coleção Museu Paulista                           |                |
|        | Retrato de Francisca Miquelina P. do Amaral (Viscondessa de Indaiatuba)                                   | século XIX     | tinta a óleo tela          | Coleção Fundo Museu Paulista Coleção Museu Paulista                           |                |
|        | Retrato do Dr. Fausto Pompeu do Amaral                                                                    | século XIX     | tinta a óleo tela          | Coleção Fundo Museu Paulista Coleção Museu Paulista                           |                |
|        | Portrait de l´impératrice du Brésil, Tereza Cristina                                                      | 1858           | madeira tinta a óleo       | Q59247460 Acervo da Fundação Estudar Brasiliana Iconográfica                  |                |
|        | Retrato de Antônio da Silva Prado (Barão de Iguape)                                                       | século XX      | tinta a óleo               | Coleção Museu Paulista Coleção Fundo Museu Paulista                           |                |
|        | Náufragos                                                                                                 | 1882           |                            | Museu Nacional de Belas Artes                                                 |                |
|        | Seasickness at the Ball, on Board an English Corvette                                                     | 1857           | tinta a óleo tela          | Dallas Museum of Art                                                          |                |
|        | Flore Gisclon, wife François-Auguste Biard [formerly identified as Léonie Thévenot d'Aunet]               | 1842           | tinta a óleo tela          | Museu de História da França Palácio de Versalhes                              |                |
|        | Sultane dans un intérieur                                                                                 | 1835           | tinta a óleo tela          | Museu Sainte-Croix                                                            |                |
|        | Sudden Squall at Sea                                                                                      | década de 1860 | tinta a óleo tela          | Clark Art Institute                                                           |                |
|        | Young Lapp Rowing. Study                                                                                  |                |                            | Museu Nacional de Belas-Artes da Suécia                                       |                |
|        | Shared Honors                                                                                             |                | tinta a óleo tela          | Museu Hermitage                                                               |                |
|        | Portrait of a Youth                                                                                       | 1839           | tinta a óleo papel         | Museu Nacional de Arte                                                        |                |
|        | Portrait of a Youth, Kautokeino                                                                           | 1839           | tinta a óleo papel         | Museu Nacional de Arte                                                        |                |
|        | Fighting with a Polar Bear at Spitsbergen                                                                 | 1839           | tinta a óleo tela          | Museu Nacional de Arte                                                        |                |
|        | Shipwreck Victims on Ice Floe                                                                             | década de 1870 | tinta a óleo tela          |                                                                               |                |
|        | The Bear Hunters                                                                                          | 1852           | tinta a óleo tela          | No/unknown value                                                              |                |
|        | Bust-Length Study of a Man                                                                                | 1848           |                            | Metropolitan Museum of Art                                                    |                |
|        | Fra Magdalena-bukta, Svalbard                                                                             | 1839           |                            | Nordnorsk Kunstmuseum                                                         |                |
|        | Sami Camp                                                                                                 | 1840           |                            | Nordnorsk Kunstmuseum                                                         |                |
|        | Un carnaval en Italie                                                                                     |                | tinta a óleo tela          | Musée des Beaux-Arts de Quimper                                               |                |
|        | Abordage d'un vaisseau hollandais par Jean Bart, le 29 juin 1694                                          | 1843           | tinta a óleo tela          | Departamento de Pinturas do Louvre                                            |                |
|        | Les Comédiens ambulants                                                                                   | século XIX     | tela                       | Departamento de Pinturas do Louvre Musée national du Château de Fontainebleau |                |
|        | The Slave Trade (Slaves on the West Coast of Africa)                                                      | século XIX     | tinta a óleo tela          | Wilberforce House Museum                                                      |                |
|        | The Slave Trade                                                                                           | 1840           |                            |                                                                               |                |
|        | Comédiens ambulants. Ils se disposent à jouer dans une grange Zaïre et Psyché                             |                | tinta a óleo tela          | Musée Antoine-Lécuyer                                                         |                |
|        | Portrait of Charles III of Monaco (1818-1889)                                                             | século XIX     | tinta a óleo               | Palácio do príncipe do Mónaco                                                 |                |